# 2005 JJ186
2005 JJ186, também escrito como 2005 JJ186, é um objeto transnetuniano que está localizado no Cinturão de Kuiper, uma região do Sistema Solar. Este corpo celeste é classificado como um provável cubewano. Ele possui uma magnitude absoluta de 6,5 e tem um diâmetro estimado com 221 km.

## Descoberta
2005 JJ186 foi descoberto no dia 12 de maio de 2005 pelo astrônomo B. Gladman.

## Órbita
A órbita de 2005 JJ186 tem uma excentricidade de 0,094 e possui um semieixo maior de 44,694 UA. O seu periélio leva o mesmo a uma distância de 40,496 UA em relação ao Sol e seu afélio a 48,891 UA.